# Provadija
Provadija (in bulgaro Провадия?) è un comune bulgaro situato nella regione di Varna di 27 233 abitanti (dati 2009). La sede comunale è nella località omonima.

## Località
Il comune è formato dall'insieme delle seguenti località:
- Provadija (sede comunale)
- Bărzitsa
- Blăskovo
- Bozvelijsko
- Čayka
- Čerkovna
- Černook
- Dobrina
- Gradinarovo
- Hrabrovo
- Kiten
- Komarevo
- Krivnja
- Manastir
- Nenovo
- Ovčaga
- Petrov dol
- Ravna
- Slavejkovo
- Snežina
- Staroselec
- Tutrakanci
- Venčan
- Žitnica
- Zlatina